# Вершинин, Георгий Павлович
Георгий Павлович Вершинин (30 января 1922, Подол, Тверской округ — 1 января 1966, Вышневолоцкий район, Калининская область) — младший сержант Рабоче-крестьянской Красной Армии, участник Великой Отечественной войны, попал в немецкий плен, где согласился на сотрудничество с противником. Ввиду незнания факта его пленения и коллаборационизма Вершинину было присвоено звание Героя Советского Союза посмертно, впоследствии указ о награждении был отменён, а сам Вершинин был осуждён.

## Биография
После окончания школы работал в колхозе имени 8 марта Подольского сельсовета. В 1941 году призван на службу в Рабоче-крестьянскую Красную Армию. С 1942 года — на фронтах Великой Отечественной войны. Принимал участие в битве за Москву.
Отличился во время действий в немецком тылу на московском направлении. 29 мая — 3 июня 1942 года на территории оккупированного Дорогобужского района Смоленской области была десантирована 23-я воздушно-десантная бригада в количестве 4000 человек, которой ставилось в задачу помочь в прорыве из окружения 1-го гвардейского кавалерийского корпуса генерал-майора Белова и 4-го воздушно-десантного корпуса генерал-майора Казанкина. Десантирование сильно затянулось, в результате чего разгорелись бои с крупными силами противника. В ночь на 3 июня 1942 года 1-й парашютно-десантный батальон бригады, в составе которого был и Вершинин, скрытно подошёл к селу Волочек, уничтожил немецкие дозоры и ворвался в село, уничтожив более 50 немецких солдат и офицеров, и захватил 2 БТР и 4 миномёта. Рядом с селом проходила немецкая танковая колонна, танкисты которой устроили привал рядом с засадой десантников. Выбравшиеся из машин танкисты были уничтожены, 22 танка были захвачены. Вскоре началась массированная контратака. Отделение Вершинина уничтожило мост через реку вместе с тремя находившимися на нём немецкими танками. Выдержав бой до наступления темноты, десантники ушли, выполнив основную задачу — оттянуть часть сил противника на себя, чтобы дать прорваться окружённым корпусам. Младший сержант Вершинин считался погибшим при взрыве моста.
Указом Президиума Верховного Совета СССР «О присвоении звания Героя Советского Союза начальствующему и рядовому составу Красной Армии» от 31 марта 1943 года за «образцовое выполнение боевых заданий командования на фронте борьбы с немецкими захватчиками и проявленные при этом отвагу и геройство» был удостоен посмертно звания Героя Советского Союза.
На самом деле остался в тот день жив и попал в немецкий плен. На допросе он выдал все известные ему сведения о десанте, изъявил желание служить в немецких вооружённых силах, и уже в том же июне 1942 года был зачислен на службу во вспомогательный охранный батальон. Был караульным на железнодорожном мосту в тылу немецких войск, однако 17 ноября 1942 года за сон во время дежурства был арестован немецким командиром и отправлен в лагерь для военнопленных, где заболел тифом. После выздоровления в мае 1943 года вновь поступил на службу к немцам, однако на сей раз в рабочий сапёрный батальон, где 27 августа 1943 года принял присягу и прослужил до июня 1944 года, пользуясь всеми правами немецкого солдата. В июне 1944 года при разгроме немецких войск в Белоруссии бежал из рядов немецкой армии и перешёл к партизанам.
Был передан ими органам СМЕРШ при соединении партизан с частями Красной Армии. Первоначально находился на спецпроверке в фильтрационном лагере в Мурманской области, работал бурильщиком на комбинате «Североникель». 28 февраля 1945 года Вершинин, после установления обстоятельств его нахождения в плену, был арестован. 6 июля 1945 года военный трибунал войск НКВД Мурманской области по статье 58-1б УК РСФСР («Измена Родине») приговорил его к 10 годам исправительно-трудовых лагерей с поражением в правах на 5 лет и с конфискацией имущества. 30 декабря 1945 года Постановлением Президиума Верховного Совета СССР Вершинин был исключён из Указа Президиума Верховного Совета СССР от 31 марта 1943 года. 28 апреля 1954 года условно-досрочно был освобождён.
После освобождения проживал в Вышневолоцком районе Калининской области. Умер 1 января 1966 года.
21 октября 1991 года на основании Указа Президента СССР от 13 августа 1990 года «О восстановлении прав всех жертв политических репрессий 1920—1950-х годов» Вершинин был реабилитирован Главной военной прокуратурой СССР. 22 июня 2009 года решение о реабилитации было отменено, а дело отправлено на новое доследование. 29 июля 2009 года Военный суд Северного флота отказал в реабилитации Вершинина. В звании Героя Советского Союза Вершинин восстановлен не был.